# Waltham on the Wolds
Waltham on the Wolds è un paese di 967 abitanti della contea del Leicestershire, in Inghilterra.